# Eupontonia noctalbata
Eupontonia noctalbata är en kräftdjursart som beskrevs av Bruce 1971. Eupontonia noctalbata ingår i släktet Eupontonia och familjen Palaemonidae. Inga underarter finns listade i Catalogue of Life.